# Qudos Bank Arena
El Sydney Super Dome (actualmente conocido como Qudos Bank Arena) es una arena multiusos ubicada en Sídney, Australia. Está situado en el Parque Olímpico de Sydney y se completó en 1999 como parte de las instalaciones para los Juegos Olímpicos de Verano de 2000.
La instalación de 190 millones de dólares australianos fue diseñada por COX Architecture & Devine deFlon Yaeger, y construida por Abigroup y Obayashi Corporation. Bob Carr, primer ministro de Nueva Gales del Sur, inauguró oficialmente el estadio en noviembre de 1999.
El desarrollo del estadio fue parte de tres subsitios que también incluyeron un estacionamiento de 3.400 plazas que costó A$ 25 millones, y una plaza con obras externas, que también costó A$25 millones.
Los mástiles del techo alcanzan los 42 metros (138 pies) sobre el nivel del suelo, y el estadio ocupa un sitio de 20.000 m² (220.000 pies cuadrados; 4,9 acres).
La arena está clasificada entre las 10 mejores arenas del mundo. Actualmente está gestionado por AEG Ogden. Durante tres años consecutivos, el lugar fue finalista de los Premios Billboard Touring en la categoría de lugares principales.
El estadio tiene una capacidad total de 21,032 con una capacidad de asientos de alrededor de 18,200, lo que convierte al Super Dome en el lugar de entretenimiento y deportes de interior permanente más grande de Australia. 
Una vez al año, durante una semana, la Iglesia Hillsong alquila el lugar y el recinto circundante para la celebración de Hillsong Conference.

## Historia del nombre del estadio
La arena fue conocida como Sydney Super Dome desde su apertura en 1999 hasta el 11 de mayo de 2006, cuando pasó a llamarse Acer Arena como parte de un acuerdo de derechos de nombre. Los derechos de nombre fueron posteriormente adquiridos por Allphones, el nuevo nombre Allphones Arena entró en vigor el 1 de septiembre de 2011. Desde el 11 de abril de 2016, el lugar se conoce como Qudos Bank Arena.

## Diseño
El Sydney Super Dome está diseñado con una capacidad promedio de 18.200 personas sentadas, con una capacidad máxima posible de 21.032, según la Autoridad del Parque Olímpico de Sydney. El tazón del Super Dome se puede reorganizar en varios modos para adaptarse a eventos deportivos, conciertos y similares, y la capacidad del lugar fluctúa según el evento organizado. El piso del lugar mide 48 m (157 pies) por 78 m (256 pies) en su extensión máxima. El lugar se crea a partir de 5.696m3 de hormigón, 1.884 toneladas de acero de refuerzo y está rematado con una estructura de techo de 1.235 toneladas. 18 mástiles de acero cuelgan del techo de aleación de acero recubierto y compuesto de zinc y aluminio, que está tensado por cables que se extienden desde la parte superior de cada mástil hasta el centro del techo. El techo interior del lugar está decorado con un perfil de acero corrugado.
Se tomaron varias medidas a pedido del Comité Organizador de los Juegos Olímpicos de Sydney (SOCOG) para obtener un diseño amigable con el medio ambiente. En sus primeros años, el Sydney Super Dome utilizó energía renovable para una fracción de su suministro de energía, proporcionada por el esquema de energía verde de EnergyAustralia. El lugar vio el uso de energía verde a través de un acuerdo con EnergyAustralia que duró la duración de los Juegos Olímpicos de Verano de 2000 y los cinco años siguientes. La arquitectura de energía del Super Dome incluye 1,176 paneles solares fotovoltaicos, instalados en el techo del estadio, que proporcionan el 10% del consumo de energía diario del lugar, estimado en ~ 8612MWh anualmente. También se instalaron en el lugar sistemas de iluminación y calefacción/refrigeración energéticamente eficientes. El sistema de drenaje del techo consta de más de 2000 m de tuberías de polietileno de alta densidad, además de casi 3000 m de tuberías de hierro fundido y cobre utilizadas en el sistema de plomería del lugar y 1000 m de tuberías de arcilla vitrificada que conforman el sistema de drenaje de aguas pluviales circundante del Super Dome. El Super Dome también fue uno de los muchos lugares construidos en el Parque Olímpico de Sydney que hizo uso de madera reciclada, utilizada para construir los balcones exteriores del lugar. La madera se obtuvo de Kempsey y Oberon, junto con fuentes locales en Sídney. Además, los asientos de polipropileno con brazos y soportes de nailon componen los soportes del Super Dome.

## Eventos
El estadio acoge muchos eventos importantes de entretenimiento y conferencias, y es el lugar elegido por los principales promotores de entretenimiento.